# Drengen i den stribede pyjamas
Drengen i den stribede pyjamas (originaltitel The Boy in the Striped Pajamas) er en roman fra 2006 skrevet af den irske forfatter John Boyne.
Romanen omhandler den ni-årige Bruno, der er søn af en lejrkommandant i en tysk koncentrationslejr under 2. Verdenskrig og Brunos hemmelige venskab med en jødisk dreng på den anden side af pigtråden.
Romanen blev udgivet i dansk oversættelse ved Søren H. Madsen på Forlaget Carlsen (ISBN 9788711226742) i 2006.
Romanen blev i 2008 filmatiseret i filmen af samme navn.